# Innan Glyvur
Innan Glyvur est un village des îles Féroé appartenant à la municipalité de Sjóvar, sur l'île d'Eysturoy. Il se trouve plus précisément sur la rive ouest du Skalafjørður (fjord).